# Pterella nigrofasciata
Pterella nigrofasciata är en tvåvingeart som först beskrevs av Boris Borisovitsch Rohdendorf 1935.  Pterella nigrofasciata ingår i släktet Pterella och familjen köttflugor.
Artens utbredningsområde är Egypten. Inga underarter finns listade i Catalogue of Life.